# 책갈피

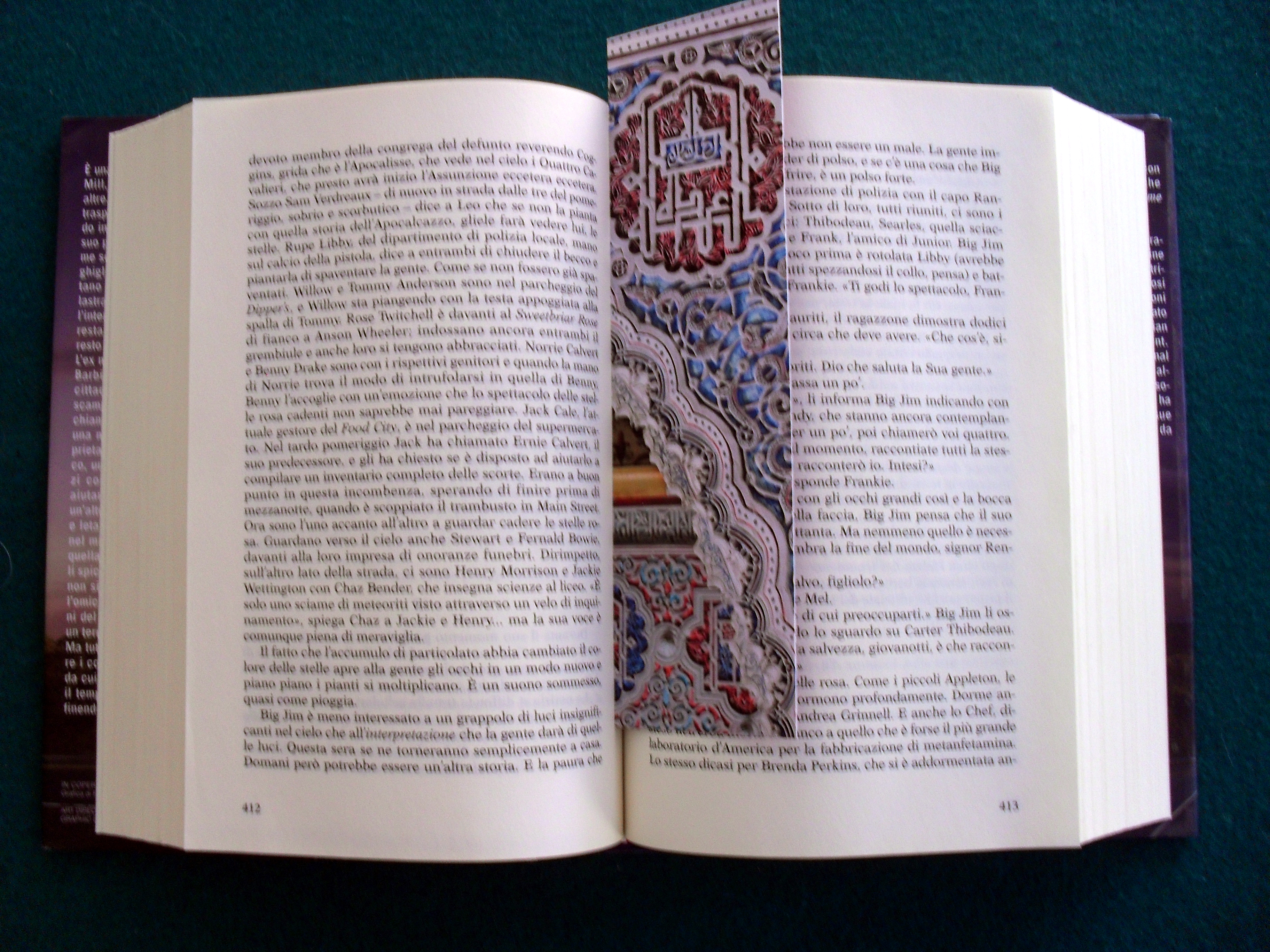
책갈피

책갈피(冊-, bookmark)는 책 사이에 꽂는 물체로, 어디까지 읽었는지 알기 위해서 사용한다. 책에 달려서 책갈피 역할을 하는 끈을 가름끈이라고 한다.